# Moses und Aron
Moses und Aron (in italiano Mosè e Aronne) è un'opera composta da Arnold Schönberg tra il 1930 ed il 1932. Lasciata incompiuta, fu rappresentata solo nel 1957 a Zurigo.

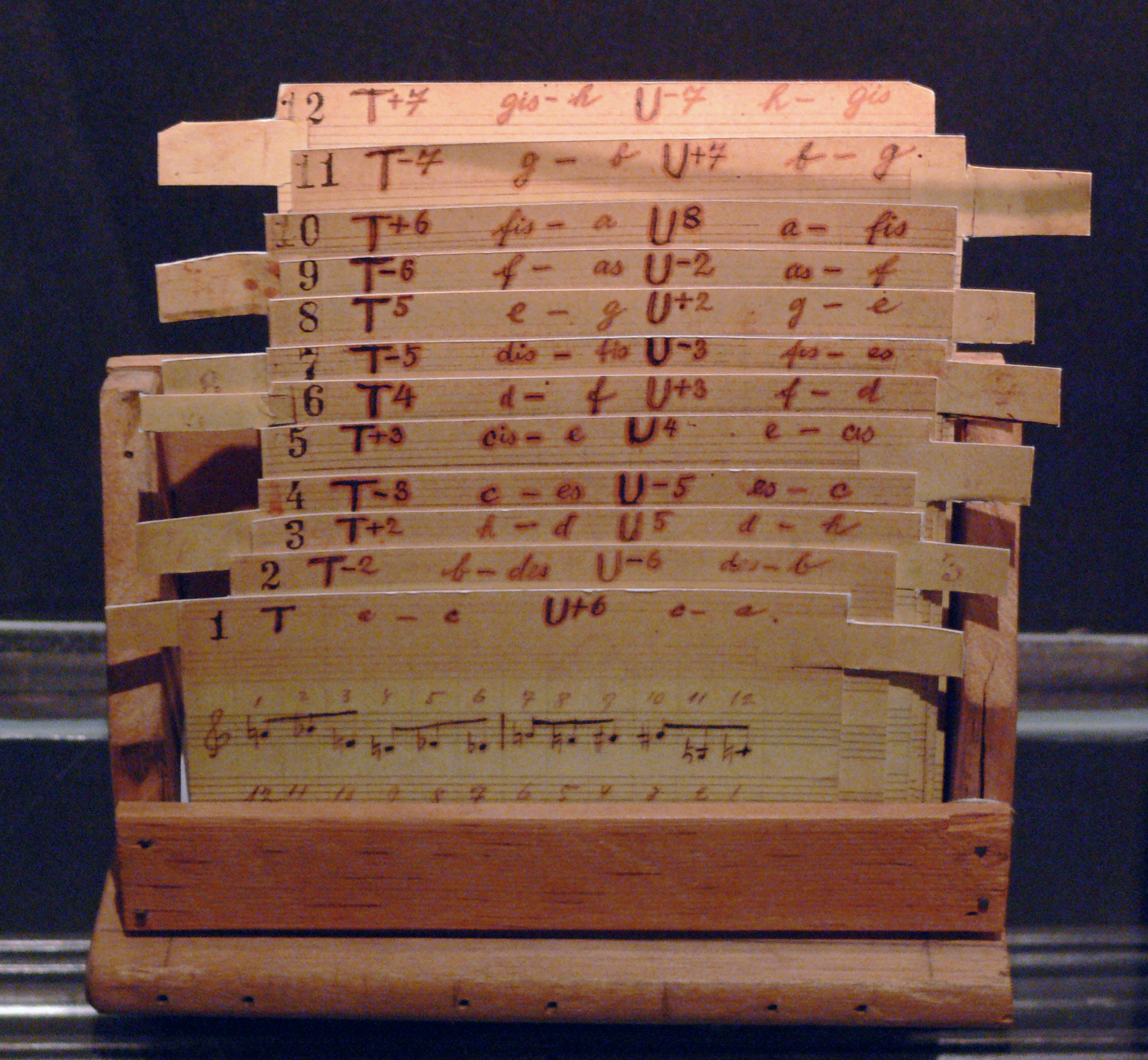
House of Music, Vienna
Manoscritto dell'opera di Arnold Schönberg Moses and Aron

## Genesi
Schönberg compose due atti e un intermezzo. Del III atto completò il testo letterario ma non lo musicò.
Il soggetto è tratto dal II e IV libro della Bibbia tradizionalmente attribuiti a Mosè, ossia l'Esodo e i Numeri.
Si presume che l'opera sia stata iniziata verso il 1926, con la stesura del testo, e musicata solo nel 1930. Schönberg vi lavorò anche dopo il 1932, non riuscendo però a portarla a termine. Si sono avute nel corso degli anni modifiche e diverse riedizioni. Una prima rappresentazione della sola parte centrale dell'opera, la danza intorno al vitello d'oro, avvenne al teatro di Darmstadt il 29 giugno del 1951 ottenendo un successo non indifferente da parte della critica e del pubblico. In una forma concertistica furono poi trasmessi alla radio di Amburgo i due atti completi il 12 marzo del 1954.
La prima assoluta ebbe luogo solamente il 6 giugno del 1957 all'Opernhaus Zürich diretta da Hans Rosbaud.

## Trama

### Atto I
Mosè viene incaricato, sul Monte Sinai, di illuminare il popolo ebraico sull'esistenza di Dio, affrancarlo dalla schiavitù del faraone d'Egitto e guidarli, una volta liberi,  attraverso il deserto verso la terra promessa. Nel discorso che intrattiene con l'immagine del Roveto ardente, gli viene annunciato che incontrerà suo fratello Aronne nel deserto e che sarà la sua voce mentre egli sarà la mente di Dio. Nell'immediato incontro Mosè rivela ad Aronne la missione che Dio ha disposto e che deve essere portata a compimento. Dal loro primo incontro incominciano i contrasti sul credere ad un Dio che non si vede, sconosciuto che in questo modo non può incutere timore sulla persona del Faraone e che non può essere preso in considerazione da un popolo tenuto in schiavitù da secoli. Per incitare il popolo a seguirli, Aronne prende la verga di Mosè ed inizia a compiere i molteplici miracoli: fatta cadere a terra la verga si trasforma in un attimo in un serpente e alzatala ritorna allo stato di prima, successivamente la mano di Mosè diventa lebbrosa per poi ritornare sana come prima. Il popolo si entusiasma davanti a questi prodigi ed è ormai pronto per seguire Aronne e Mosè ma un sacerdote interviene per fermarlo; allora Aronne compie il terzo miracolo, versando a terra da una brocca l'acqua del Nilo che al tocco diventa sangue.

### Atto II
Il popolo ebraico attende Mosè che scende con le tavole della legge ai piedi del monte Sinai. Essendo stato senza una guida per quaranta giorni gli ebrei si danno alla follia, non vi sono né doveri, né diritti, vige solo l'anarchia. Ogni tribù cerca di sopraffare l'altra usando ogni forma di violenza. Mentre gli anziani ed Aronne stanno discutendo su come tenere a bada il popolo, ecco che arriva una moltitudine di persone in uno stato eccitato e violento. Il Vitello d'oro è stato fuso con l'oro raccolto e adesso viene adorato dalla folla che si è data a festeggiare l'evento, ebbra di vino e di follia. Gli anziani hanno paura e chiedono aiuto ad Aronne affinché questi la renda calma e ragionevole. Il contrasto posto tra Mosè ed Aronne da Schönberg inizia ad evidenziarsi. Sovrasta a questo punto la convinzione dell'uomo che crede a ciò che vede, alle cose reali e così Aronne cerca di dare anche una spiegazione sulla scomparsa di Mosè: forse egli ha avuto qualche contrattempo, forse il Signore non ha gradito il suo comportamento, che è stato abbandonato o addirittura folgorato da qualche fulmine sul monte. Il popolo inizia a portare i doni raccolti, il bestiame per la macellazione, le merci caricate sui carri e tutto quello che può servire per iniziare la festa. Ammazzati gli animali ne vengono gettati i pezzi in pasto al popolo che li divora del tutto crudi. Si dà inizio al sacrificio davanti al Vitello d'oro in un'atmosfera pregna di crudeltà e di erotismo portati agli estremi, con folli danze cui seguono violenti tafferugli; il rito ben presto raggiunge l'apice e si riversa come un'onda sui presenti eccitandone gli animi facendo emergere i lati nascosti più atroci: alcuni vecchi presi da una pazzia irrefrenabile si sacrificano uccidendosi per il Vitello d'oro e così vengono sacrificate le giovani vergini e il loro sangue, raccolto dalle altre fanciulle che partecipano alla festa, viene versato sull'altare sacrificale. È tutto un isterismo collettivo, chi si oppone a questa frenetica adorazione viene a sua volta ucciso. Alla fine la gente, spossata, cade a terra inerme e si addormenta. Ma ecco che nella notte viene avvistato Mosè che avanza con in braccio le Tavole della legge, adirato molto verso il suo popolo, fa sparire il Vitello d'oro. Ognuno svegliatosi dal sonno, al comparire di Mosè, mostra la propria paura. Accorre subito anche Aronne ma viene rimproverato fortemente da Mosè per aver fatto compiere tali nefandezze e adorare una statua. Egli con calma si giustifica per quanto è accaduto, però non riesce a convincere del tutto Mosè. Viene immediatamente incatenato dalla folla accorsa ed accusato di avere tradito Dio perciò deve essere ucciso per la colpa commessa. Mosè invece ordina che Aronne venga subito liberato e che continui a vivere. Il destino vuole che appena liberato cada fulminato al suolo.
Qui si conclude il lavoro di Schönberg e il suo dramma: un unico uomo che è messo di fronte alla dicotomia tra il sovrumano, i valori eterni, l'ideologia da un lato, e le azioni umane, le scelte concrete dall'altro. Una divergenza tra due entità autonome, quella di Mosè ed Aronne che contrastano nell'asserzione, quasi paradossale, del sovrumano che non riesce a trovare realizzazione. Anche il grande compositore, tra abbozzi, rifacimenti, revisioni e tormenti, non riuscì a completare il suo capolavoro.

## Discografia
- Orchestra e Coro della Germania del Nord, Hans Rosbaud, Hans Herbert Fiedler (Mosè), Helmut Krebs (Aronne), Ilona Streingruber-Wildgans (Fanciulla), Ursula Zollenkopf (Donna malata), Helmut Kretschmar (Un giovane), Horts Gunter (Un uomo), Philips 1954
- Orchestra e Coro della B.B.C., Pierre Boulez, Gunther Reich (Mosè), Richard Cassily (Aronne), Felicity Palmer (Fanciulla), Gillian Knight (Donna malata), John Winfield (Un giovane), John Noble (Un uomo), CBS 1974
- Chicago Symphony Orchestra/Franz Mazura/Philip Langridge/Georg Solti, 1985 Decca - Grammy Award per Best Opera Recording 1986